# Station Kazimierza Wielka
Station Kazimierza Wielka is een spoorwegstation in de Poolse plaats Kazimierza Wielka.